# Форд, Том (снукерист)
Том Форд (англ. Tom Ford; 17 августа 1983 года, Лестер, Англия) — английский профессиональный игрок в снукер.

## Карьера
Будучи юниором, Форд часто играл со своим земляком — Марком Селби.
Лучшим результатом Форда до 2010 года являлся четвертьфинал Кубка Мальты-2005, куда он пробился, благодаря победе над Кеном Доэрти. В 1/4 уступил Стивену Хендри.
Другим замечательным событием для Тома Форда стал максимальный брейк, сделанный им 14 октября 2007 на Гран-при в матче со Стивом Дэвисом после выхода из больницы, куда он попал вследствие приступа гастроэнтерита. Однако он не смог выйти из группы, заняв только третье место. Форд получил приз (24 000 фунтов стерлингов) за свой брейк, который не был показан по телевидению.
В сезоне 2009/10 Форд впервые квалифицировался в финальную стадию чемпионата мира, но в первом же матче уступил Марку Аллену со счётом 4:10.
В сезоне 2010/11 Том Форд одержал свою первую рейтинговую победу: в финале 3-го этапа низкорейтинговой серии турниров Players Tour Championship он переиграл Джека Лисовски со счётом 4:0. В этом же сезоне он занимал наивысшее для себя, 30-е место в официальном рейтинге.
16 ноября 2012 года, в Софии (Болгария), Том сделал свой второй максимальный брейк в матче с Мэттью Стивенсом на 4-м этапе европейской тура PTC. Тот матч Форд уверенно выиграл со счетам 4:1.
В ноябре 2012 года Том Форд прошёл квалификацию на чемпионат Великобритании, обыграв в четвёртом раунде квалификации Юй Дэлу с разгромным счетам 6:1. На UK в 1/16 Форд попал над горячую руку Нила Робертсона, который сделал три сенчури-брейка. Том сумел взять только один фрейм. Матч окончился победой Нила — 6:1.
В июне 2019 года, участвуя в квалификации турнира International Championship, выиграл матч у Фрейзера Патрика 6:1, в последнем фрейме установив четвёртый максимум в своей карьере, выиграв этот брейк со счётом 155:0.

## Достижения в карьере
- Players Tour Championship 2010/2011 — Этап 3 (мини-рейтинговый)
- Players Tour Championship 2011/2012 — Этап 11 (мини-рейтинговый)
- Austrian Open — 2007

## Финалы турниров

### Финалы Рейтинговых турниров: 1 (0 побед, 1 поражение)
| Результат | №  | Год  | Турнир             | Соперник по финалу | Счёт |  |
| --------- | -- | ---- | ------------------ | ------------------ | ---- |  |
| Финалист  | 1. | 2016 | Пол Хантер Классик | Марк Селби         | 2–4  |  |
| Финалист  | 2  | 2023 | German Masters     | Али Картер         | 3-10 |  |

### Финалы Низкорейтинговых турниров: 3 (2 победы, 1 поражение)
| Результат | №  | Год  | Турнир                              | Соперник по финалу | Счёт |
| --------- | -- | ---- | ----------------------------------- | ------------------ | ---- |
| Чемпион   | 1. | 2010 | Players Tour Championship — Этап 3  | Джек Лисовски      | 4–0  |
| Чемпион   | 2. | 2011 | Players Tour Championship — Этап 11 | Мартин Гоулд       | 4–3  |
| Финалист  | 1. | 2015 | Riga Open                           | Барри Хокинс       | 4–1  |

### Финалы Не Рейтинговых турниров: 2 (0 побед, 2 поражения)
| Результат | №  | Год  | Турнир                    | Соперник по финалу | Счёт |
| --------- | -- | ---- | ------------------------- | ------------------ | ---- |
| Финалист  | 1. | 2003 | Challenge Tour — Турнир 1 | Крис Меллинг       | 2–6  |
| Финалист  | 2. | 2017 | Haining Open              | Марк Селби         | 1–5  |

### Финалы профессионально-любительских турниров: 1 (1 победа, 0 поражений)
| Результат | №  | Год  | Турнир        | Соперник по финалу | Счёт |
| --------- | -- | ---- | ------------- | ------------------ | ---- |
| Чемпион   | 1. | 2007 | Austrian Open | Стивен Ли          | 5–4  |